# Aswan
 Ikke at forveksle med Aswan (guvernement).
Aswan (200.000 indb.) er en by i den sydlige del af Egypten. Aswan ligger på Nilens østbred ved Nilens Første Katarakt. Her snævrer floden sig ind, deler sig i flere arme omkring klippepartier og flere øer, blandt andet Elephfantine, ligesom katarakten er karakteriseret ved flere strømfald, der har gjort floden vanskeligt sejlbar herfra. Aswan ligger nær Aswandæmningen, og byen er hovedsæde i gouvernementet Aswan. Aswan ligger i en af Jordens tørreste regioner, og der går normalt adskillige år mellem hvert regnskyl[kilde mangler] og det præger fortsat enkelte af de nubiske beboelsesområder, hvor mange huse ikke er forsynet med tag.[kilde mangler] I Egyptens tidlige historie var Aswan (oldtidens Syene) i lange perioder landets grænseby mod syd, og byen var et vigtigt handelscentrum. Der findes mange kulturhistoriske oldtidsminder og seværdigheder i og omkring Aswan. De gamle egyptiske geografer og astronomer antog, at byen lå direkte under Solens nordlige vendekreds, og at Solen lige netop stod lodret over byen, når den var i sin nordligste position (ved sommersolhverv omkring den 21. juni). Et kig på et moderne landkort viser, at Aswan faktisk ligger ganske tæt på, og kun godt 50 km nord for vendekredsen.